# Торез
Торез (укр. Торез) град је Украјини у Доњецкој области. Према процени из 2012. у граду је живело 58.728 становника.

## Становништво
Према процени, у граду је 2012. живело 58.728 становника.
| 1979.  | 1989.  | 2001.  | 2012.  |
| ------ | ------ | ------ | ------ |
| 87.209 | 88.049 | 72.346 | 58.728 |